# Línea N17 de Nitbus
La Línea N17 de Nitbus es una línea de autobús nocturno que opera en Barcelona, conectando el Aeropuerto de Barcelona-El Prat T1 con el centro de la ciudad. Es una opción popular para aquellos que llegan a la ciudad a horas tardías o temprano por la mañana, así como para quienes desean desplazarse desde el centro hacia el aeropuerto.